# Ішії (Токусіма)

Іші́ї (яп. 石井町, いしいちょう, МФА: [iɕiː t͡ɕoː]?) — містечко в Японії, в повіті Мьодзай префектури Токусіма.  Отримало статус містечка 1907 року. Площа становить 28,83 км². Станом на 1 серпня 2012 року населення складало 25 886  осіб, густота населення — 898 осіб/км².   